# Нова Січ (Сумський район)
Нова́ Січ — село в Україні, у Юнаківській сільській громаді Сумського району Сумської області. Населення становить 28 осіб. До 2020 орган місцевого самоврядування — Кияницька сільська рада.

## Географія
Село Нова Січ розташоване на одному з витоків річки Олешня, нижче за течією на відстані 1 км розташоване селище Кияниця. На відстані до 1 км розташовані села Корчаківка й Храпівщина. Поруч пролягає автомобільна дорога Н07.

## Історія
За даними на 1864 рік у власницькому селі Сумського повіту Харківської губернії мешкало 499 осіб (248 чоловічої статі й 251 — жіночої), налічували 89 дворових господарств.
Станом на 1885 рік у колишньому власницькому селі Писарівської волості мешкало 1047 осіб, налічували 130 дворів, існувала лавка.
За переписом 1897 року кількість мешканців зросла до 1117 осіб (555 чоловічої статі й 562 — жіночої), з яких 1116 — православної віри.
Станом на 1914 рік село належало до Писарівської волості, кількість мешканців зросла до 1292 осіб.
12 червня 2020 року, відповідно до розпорядження Кабінету Міністрів України № 723-р «Про визначення адміністративних центрів та затвердження територій територіальних громад Сумської області», село увійшло до складу Юнаківської сільської громади.
19 липня 2020 року, в результаті адміністративно-територіальної реформи й ліквідації Сумського району(1923—2020), увійшло до складу новоутвореного Сумського району.
23 лютого 2023 року рішенням №4 Юнаківської сільської ради «Про перейменування вулиць та провулку в населених пунктах Юнаківської сільської територіальної громади» вирішено перейменувати вулиці села без зміни нумерації будівель, відповідно з вулиці Гагаріна на вулицю Горіхову.

### Російське вторгнення в Україну (з 2022)
26 лютого 2024 року російські боєприпаси влучили по будинках мирних мешканців. П’ять осель – зруйновані вщент, ще у декількох пошкоджені вікна. Загинуло подружжя пенсіонерів.
30 червня 2024 року оперативне командування “Північ” повідомило про чергові обстріли села. Зафіксовано 8 вибухів, ймовірно ствольна артилерія 122 мм.
7 серпня 2024 року село зазнало авіаційних, ракетних та артилерійських ударів російйським агресором.

## Відомі люди

### Відомі уродженці
- Суходуб Леонід Федорович — доктор фізико-математичних наук, член-кореспондент Національної академії наук України, професор, завідувач кафедри біофізики, біохімії, фармакології та бімолекулярної інженерії Медичного інституту Сумського державного університету.